# Romano Voltolina
Romano Voltolina (Chioggia, 4 novembre 1937 – Parma, 5 ottobre 2023) è stato un calciatore italiano, di ruolo ala.

## Carriera
Cresciuto nel vivaio della Juventus, esordisce in prima squadra nella stagione Serie A 1956-1957 in una partita contro la Triestina. La stagione successiva viene mandato in prestito al Parma e a fine campionato torna al club di Torino, disputando due incontri di Coppa Italia che, proprio quella stagione, riprendeva vita e veniva disputata al termine del campionato.
Segue una nuova esperienza in prestito, stavolta al Siena, da cui fa ritorno a fine stagione. Nel 1959 seconda apparizione in campionato con i colori bianconeri della Juventus nella partita contro il Bologna.
A stagione in corso abbandona la squadra piemontese ma non i colori bianconeri già vestiti anche con il Siena: difatti veste dapprima la maglia del Cesena, poi della Biellese ed infine della Massese.
Chiude la sua carriera in due squadre del sud, la Juve Siderno e la Massiminiana.
Muore il 5 ottobre 2023 ad 85 anni.

## Palmarès

### Club

#### Competizioni nazionali
- Serie D: 1

Massese: 1964-1965